# Dixeia cebron
Dixeia cebron är en fjärilsart som först beskrevs av Ward 1871.  Dixeia cebron ingår i släktet Dixeia och familjen vitfjärilar.
Artens utbredningsområde är Kamerun. Inga underarter finns listade i Catalogue of Life.

## Bildgalleri

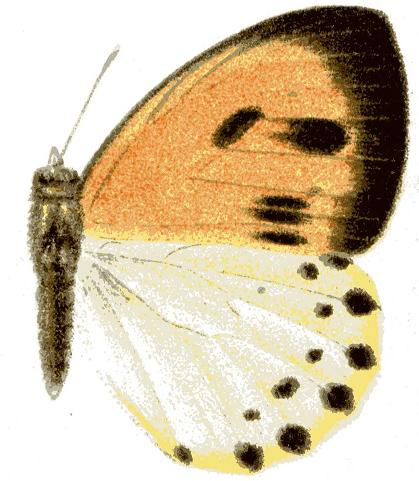
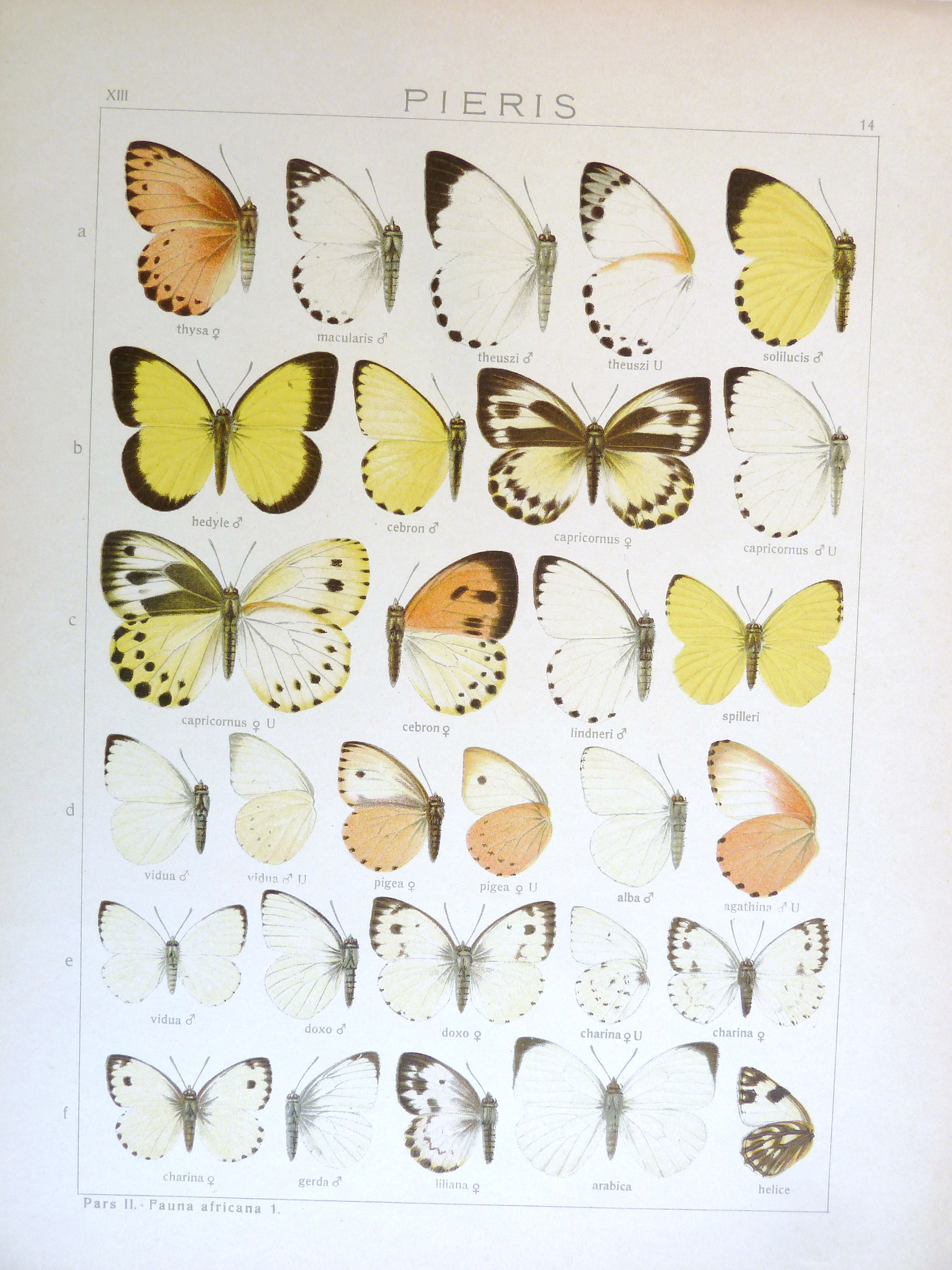